# Yaneer Bar-Yam

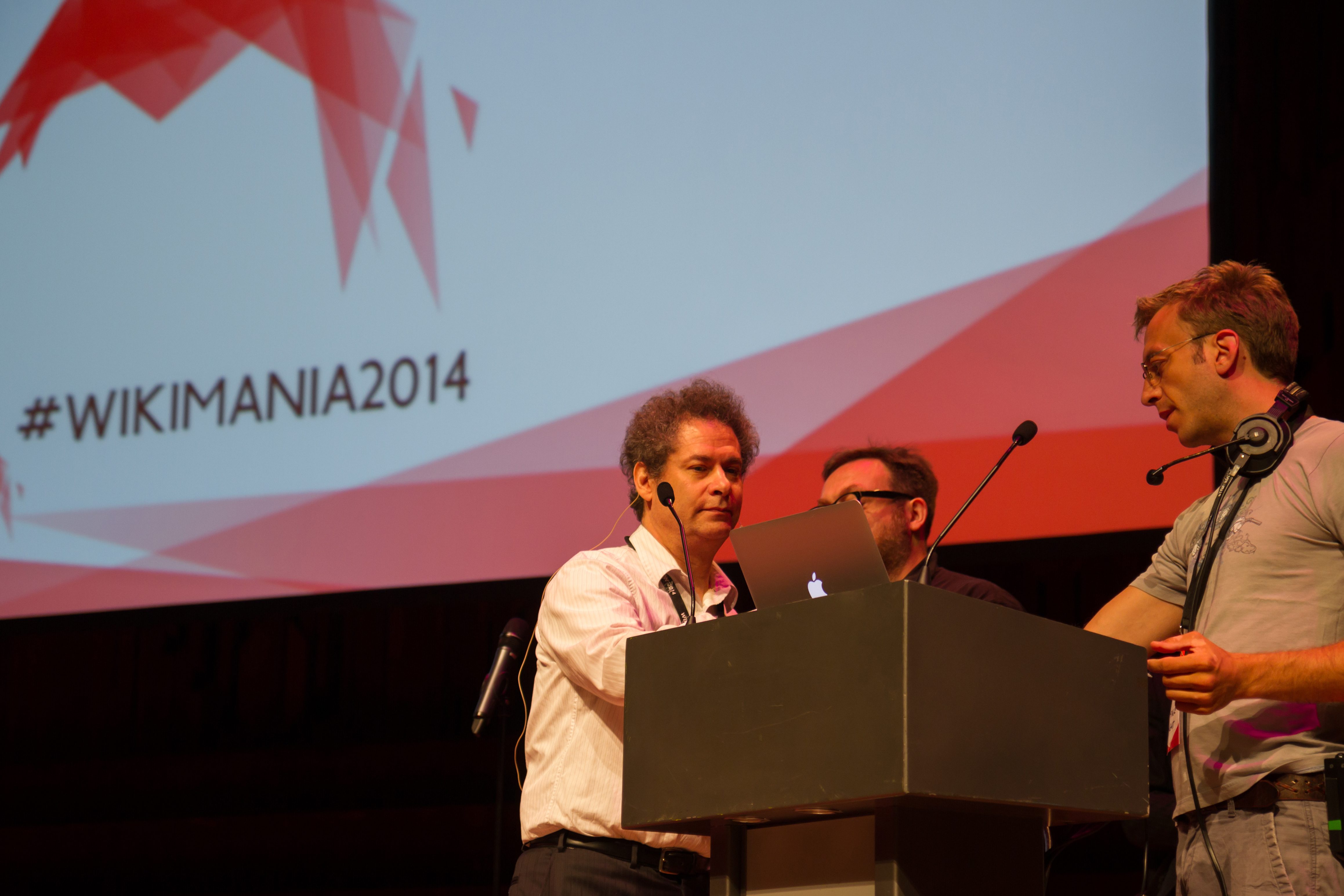
Yaneer Bar-Yam, 2014

Yaneer Bar-Yam (* 1959 in Boston) ist ein US-amerikanischer Physiker, Systemwissenschaftler und Gründungspräsident des New England Complex Systems Institute (NECSI).
Yaneer Bar-Yam studierte Physik am Massachusetts Institute of Technology, wo er 1978 einen B.S. und 1984 einen Ph.D. erhielt. Er war ein Bantrell Postdoctoral Fellow und ein gemeinsamer postdoctoral fellow von MIT und IBM. Nach einer Tätigkeit am Weizmann-Institut wurde Yaneer Bar-Yam 1991 Associate Professor für Ingenieurwissenschaften an der Boston University. Er verließ die Boston University 1997, als er Präsident des neugegründeten New England Complex Systems Institute wurde.

## Rezeption
→ Siehe auch: New England Complex Systems Institute#Rezeption
Insbesondere in der COVID-19-Pandemie wurde Bar-Yam mit seinen Vorschlägen zur Eindämmung des Virus vermehrt im deutschsprachigen Raum referenziert. Bar-Yam war Mitinitiator eines 2022 veröffentlichten Delphi-Konsens zur Beendigung der Pandemie.

## Veröffentlichungen
- Predicting economic market crises using measures of collective panic. In: NECSI Report. 1. August 2010.
- The MIT three-element radio interferometer (miniferometer) and observations of Saturn at 1.35 cm, Massachusetts Institute of Technology, Dept. of Physics. Bachelor-Arbeit, 1978.
- mit T. Egami, J. Mustre-Ed Leon und A. R. Bishop: Lattice Effects in High-Tc Superconductors: Proceedings of the Conference, Santa Fe, New Mexico, January 13–15, 1992.
- Dynamics of Complex Systems, Westview Press, 1997.
- 2003, Unifying Themes in Complex Systems: Proceedings of the Second International Conference on Complex Systems
- Making Things Work: Solving Complex Problems in a Complex World, Knowledge Press, 2005.
- mit Ali A. Minai: Unifying Themes in Complex Systems, Vol. IIIB: New Research, 2007